# Самосатские мученики
Самосатские мученики († 297, Самосата). Дни памяти — 9 декабря, 26 октября, 27 октября (Армянская церковь).
Святые Авив (Abibus, Habebus), Иперихий (Hyperichus), Иаков, Паригорий (Paragnus), Филофей, Роман и Иулиан отказались участвовать в языческом праздновании в честь победы императора Максимиана над персами, за что были казнены в городе Самосата, нынешняя Турция.